# Rosolli

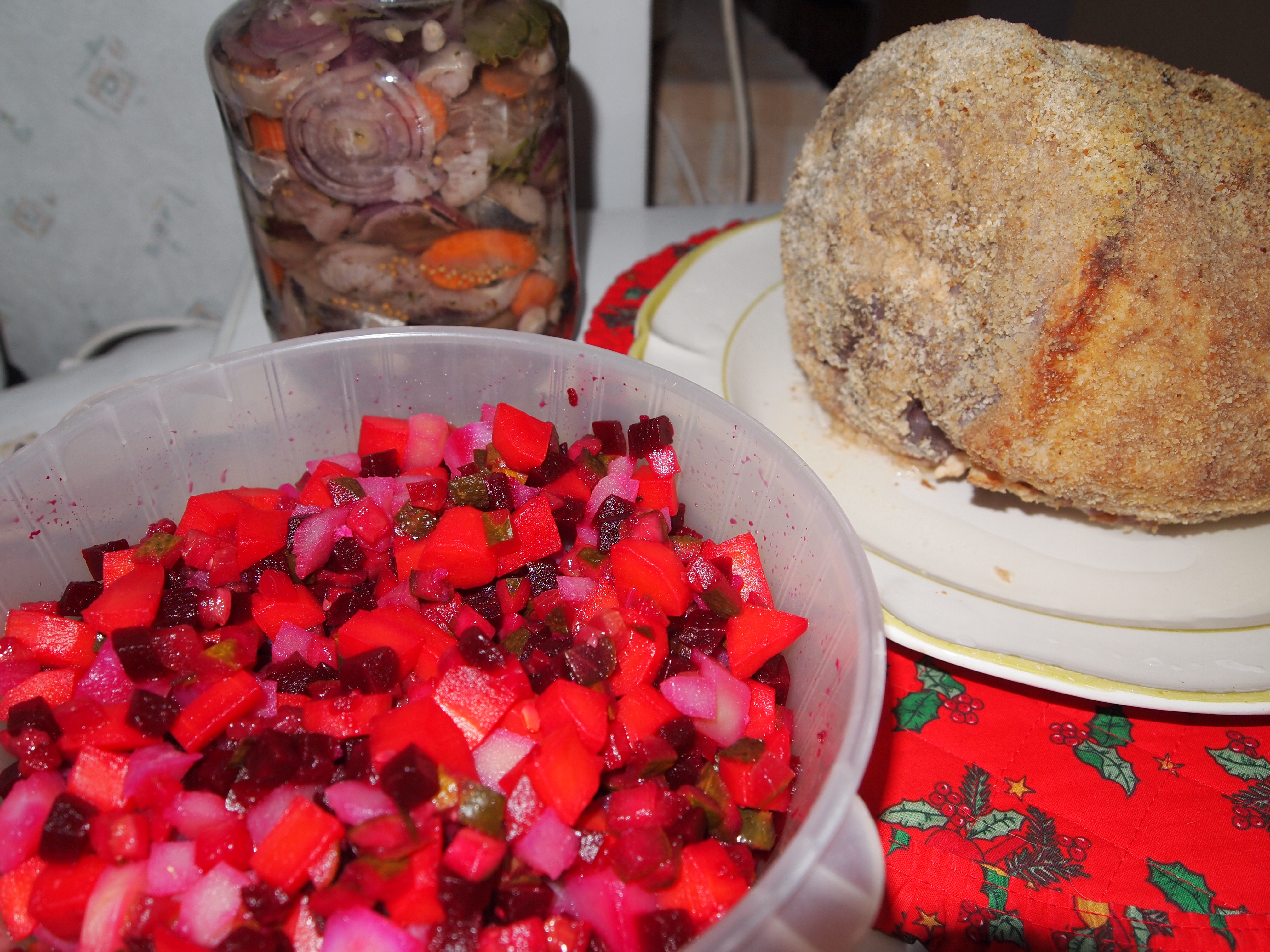
Rosolli

Rosolli ist ein traditioneller Salat, der zu Weihnachten in Finnland gegessen wird. 
Rosolli besteht aus gekochten und gewürfelten Kartoffeln, Karotten, Rote-Bete-Stücken und Essiggurken. Ferner sind kleingeschnittene Zwiebeln und süße Äpfel Zutaten. In manchen Gebieten Finnlands ist eingelegter Hering ein fester Bestandteil. Der Salat wird oft mit ungesüßter Schlagsahne gegessen, die mit Hilfe von Rote-Bete-Saft leicht rot gefärbt werden kann.
Das Wort Rosolli leitet sich vom russischen Wort rassol (Salzlake) ab und bedeutete ursprünglich „salzig“ oder „konserviert“.